# 卡維卡·庄司
卡維卡·庄司（英語：Kawika Shoji；1987年11月11日—）是一位美國排球運動員。他現在效力於土耳其排球聯賽球隊伊茲密爾阿卡斯排球俱樂部。他是一位日裔美國人。他也代表美國國家男子排球隊參賽。他首次代表美國國家隊參賽是在2013年。他的弟弟埃瑞克·庄司也是美國國家排球隊的一員。